# Meruzalka
Meruzalka neboli rybíz (Ribes) je jediný rod čeledi meruzalkovité (Grossulariaceae), jež náleží do řádu lomikamenotvaré (Saxifragales) vyšších dvouděložných rostlin. Zahrnuje zhruba 190 druhů jednodomých či dvoudomých, opadavých nebo ojediněle i stálezelených, trnitých nebo netrnitých keřů většinou s dlanitými listy. Jejich květy jsou tvořeny srostlým, často nápadně barevným kalichem a volnou, nenápadnou, někdy i chybějící korunou; plody jsou bobule. Rod je rozšířen především v mírných a chladných oblastech Evropy, Asie a Severní Ameriky a také v Jižní Americe v Andách až po Patagonii; největší diverzita zástupců je na západě Severní Ameriky a v Číně. V české květeně jsou původní 3 nebo 4 druhy, některé další pěstované zde zplaňují.
Černý a červený rybíz, angrešt či josta patří k oblíbeným ovocným dřevinám, neboť jejich plody obsahují množství vitamínů (zejména vitamínu C), minerálů, flavonoidů i dalších látek a mají široké využití v gastronomii. Černý rybíz a řada dalších jsou léčivé rostliny s dlouhou tradicí užívání v mnoha kulturách. Poskytují též dobrou pastvu včelám. Jako okrasné keře jsou často pěstovány americké druhy meruzalka krvavá (Ribes sanguineum), meruzalka zlatá (Ribes aureum), meruzalka nádherná (Ribes speciosum) nebo evropský rybíz alpínský (Ribes alpinum). V Evropě jsou rybízy kulturně pěstovány již minimálně od 16. století. 
V češtině má rod Ribes tři jména – rybíz, meruzalka a srstka, která však již neodpovídají aktuální taxonomii.

## Popis

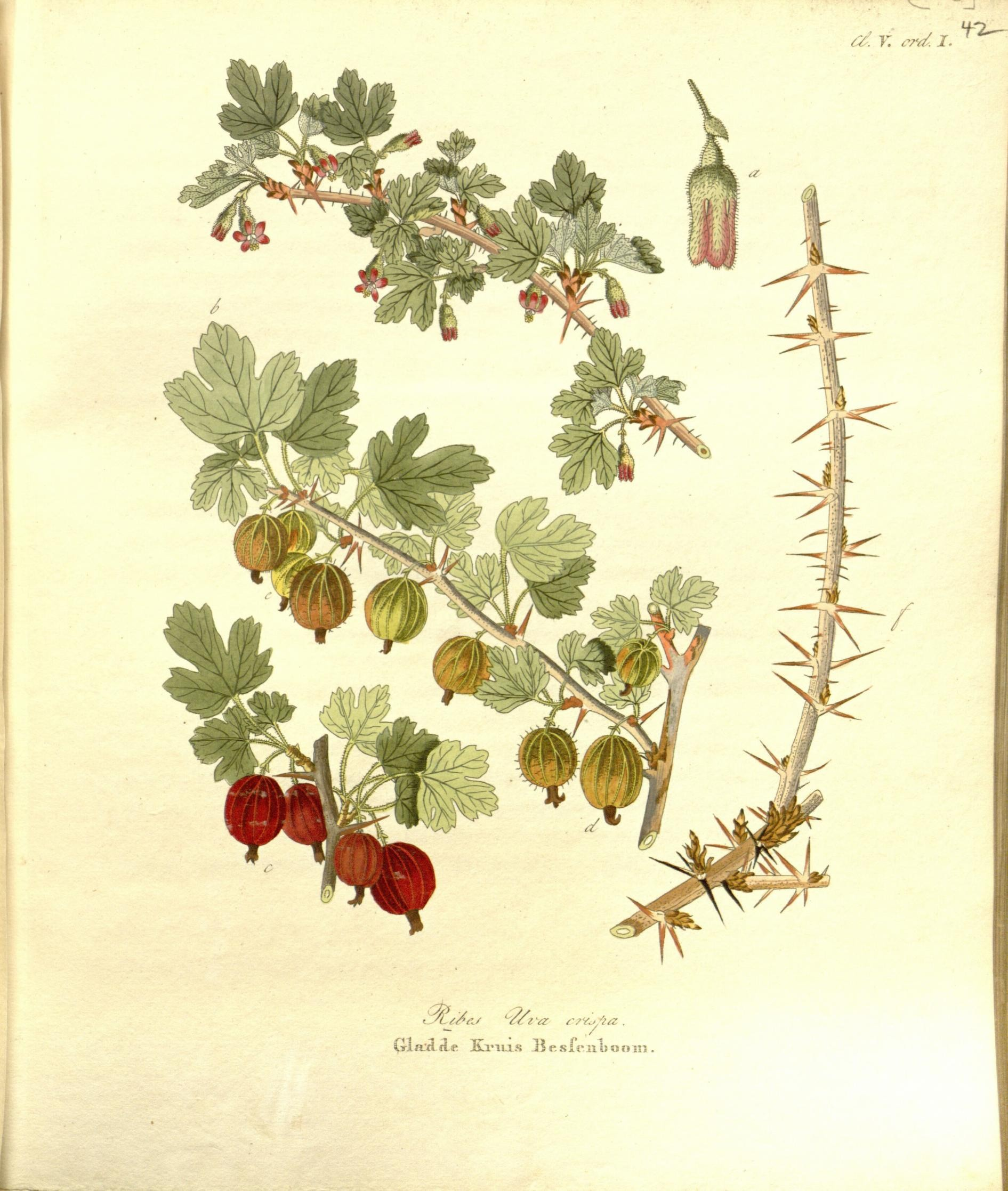
Srstka angrešt – botanická ilustrace

### Vegetativní orgány
Meruzalky (rybízy) jsou jednodomé nebo dvoudomé, vzpřímené nebo poléhavé keře. Jsou převážně opadavé, jen málo druhů je stálezelených (například čínský Ribes laurifolium nebo kalifornský R. viburnifolium). Část druhů je vybavena trny vyrůstajícími v uzlinách větví, popřípadě též osténky v internodiích; případné odění je z jednoduchých, někdy i žláznatých trichomů. Krátké postranní větve mívají charakter brachyblastů, poléhavé přízemní větve mohou zakořeňovat. Listy jsou jednoduché, střídavé, dlanitě členěné, méně často celistvé, s dlanitou žilnatinou, celokrajné nebo zubaté, většinou bez palistů. U některých druhů, zejména černých rybízů sekce Coreosma, jsou listy aromatické díky přítomnosti siličných žlázek. Listy opadavých druhů se na podzim zbarvují většinou žlutozeleně či žlutě, u meruzalky americké, zlaté a několika dalších jsou v různých odstínech červené.

### Generativní orgány

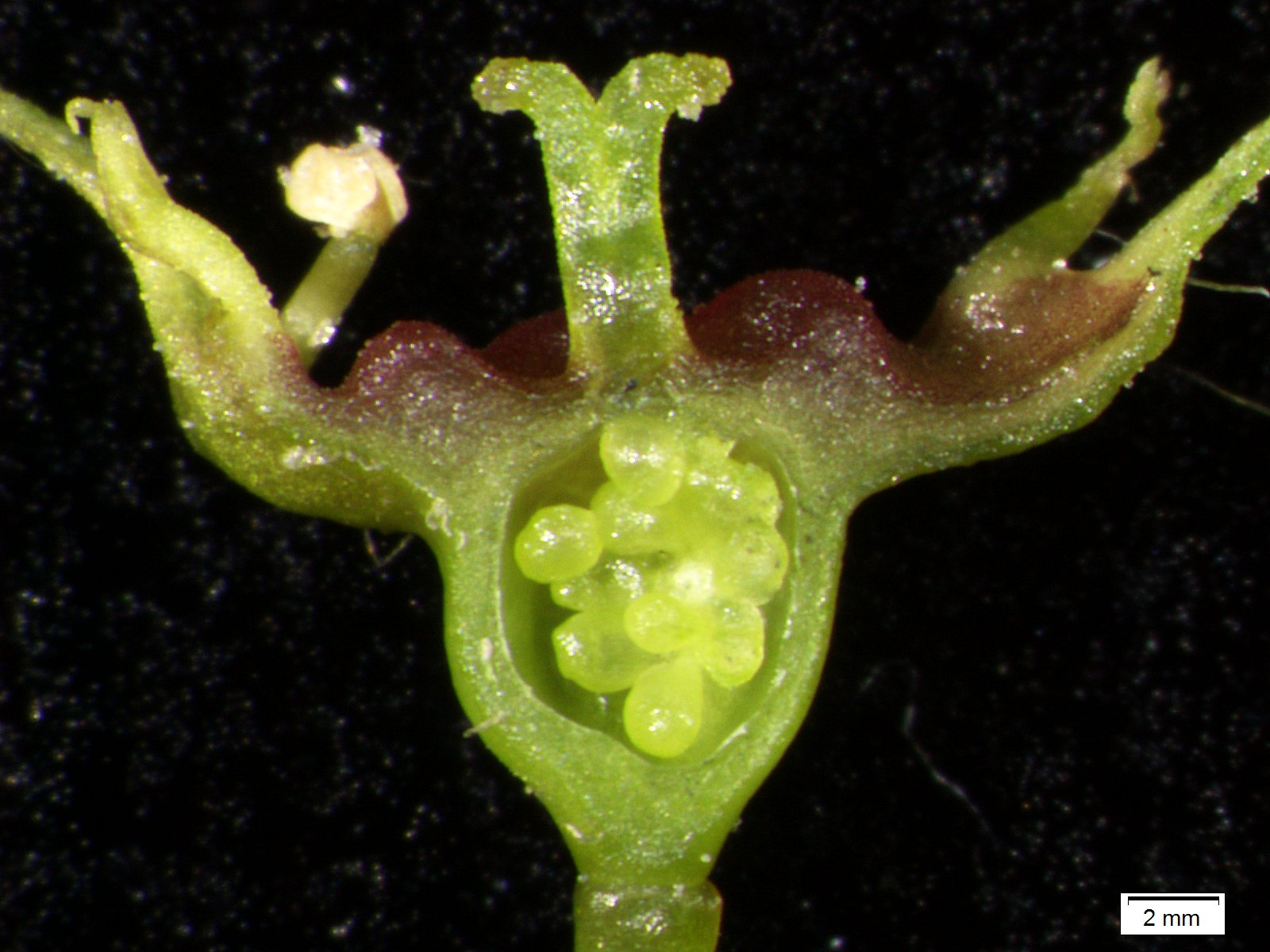
Průřez češulí rybízu

Květy jsou pravidelné, pětičetné (vzácně čtyřčetné, např. u meruzalky nádherné), s nápadnou češulí, v převislých nebo vzpřímených hroznech, řidčeji v chocholičnatých latách, případně jednotlivé. Kališní lístky jsou srostlé v miskovitý útvar či dlouhou trubku s rozevřenými, vztyčenými nebo nazpět přehrnutými cípy a svým zbarvením přebírají funkci koruny; u některých druhů jsou i velmi nápadné, růžové, červené nebo zlatožluté. Korunní lístky jsou naproti tomu volné, zpravidla drobné a nenápadné, někdy i zcela chybějí. Suché kališní lístky vesměs vytrvávají i na plodu. U většiny druhů jsou květy oboupohlavné; funkční dvoudomost, kdy jsou v květech orgány jednoho z pohlaví sterilní a pouze rudimentárně vyvinuté, se vyskytuje u jihoamerických druhů podrodu Parilla, striktně dvoudomé jsou rybízy podrodu Berisia (například meruzalka alpínská vyskytující se i v Česku). Dvoudomost se u zástupců vyvinula buď vícekrát nezávisle na sobě, nebo je ancestrálním znakem.
Tyčinky jsou v počtu 5 nebo 4, na jejich bázi jsou laločnatá nádržkovitá nektária či nektáriový disk. Gyneceum je spodní, složené ze dvou plodolistů, jednopřehrádkové, se 2 volnými nebo jednou dvojitě rozeklanou čnělkou. Plodolisty jsou volné nebo částečně až téměř zcela srostlé, s několika až mnoha vajíčky. Plodem je dužnatá, šťavnatá bobule, která je kulatá nebo podlouhle vejčitá, barvy červené, černé, bílé, žluté či zelené, vzácně i modré. U některých druhů je sivě ojíněná, u angreštů (podrod Grossularia) bývá štětinatě chlupatá. Obsahuje 10–100 semen s olejnatým endospermem.
Meruzalky jsou zásadně diploidní, s počtem chromozomů x=8 (2n=16); polyploidie není známa ani u hybridů, kterých ostatně není mnoho a jsou vesměs kulturního původu.

## Rozšíření

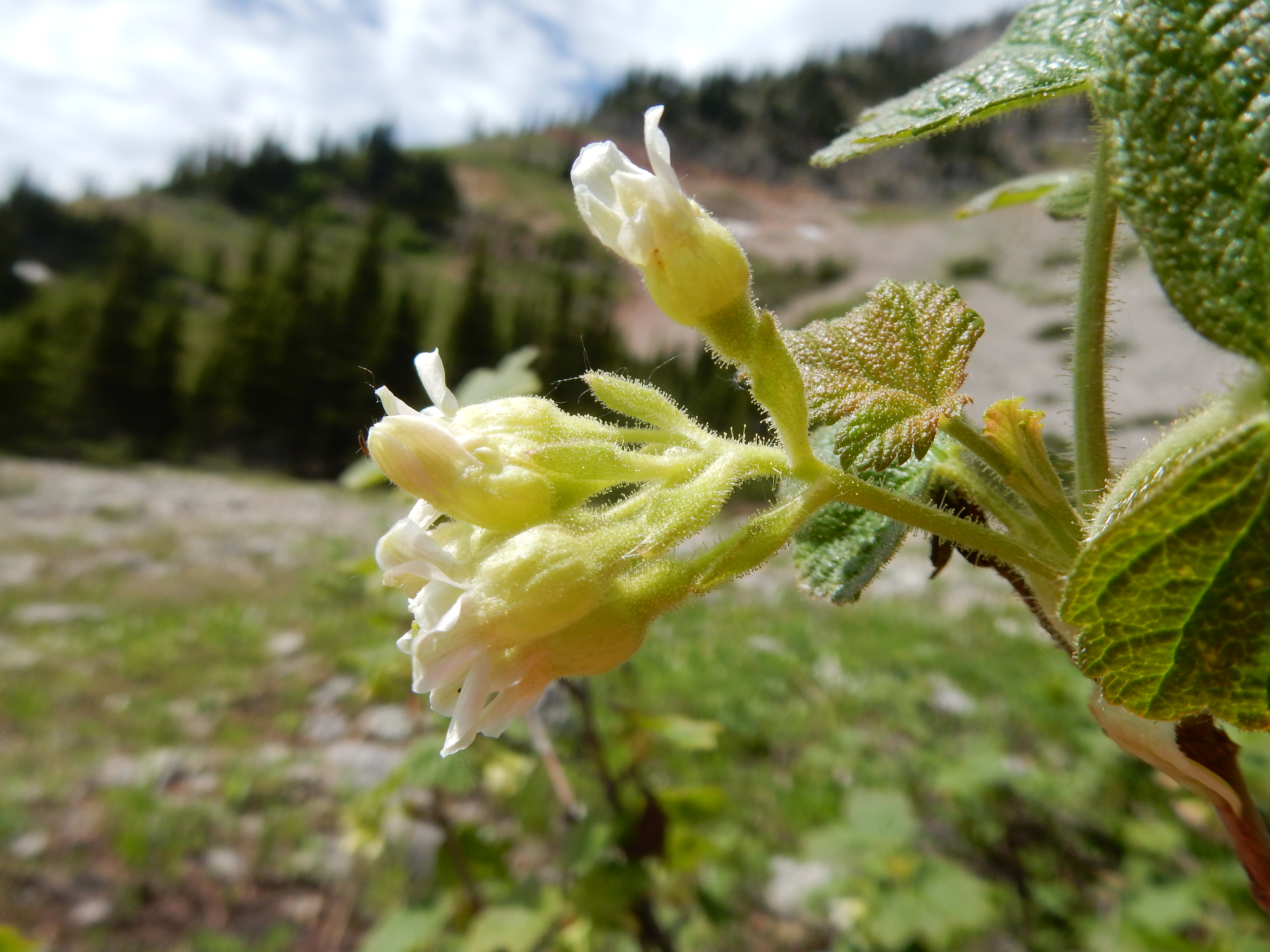
Meruzalka lepkavá (Ribes viscosissimum) v horách Montany

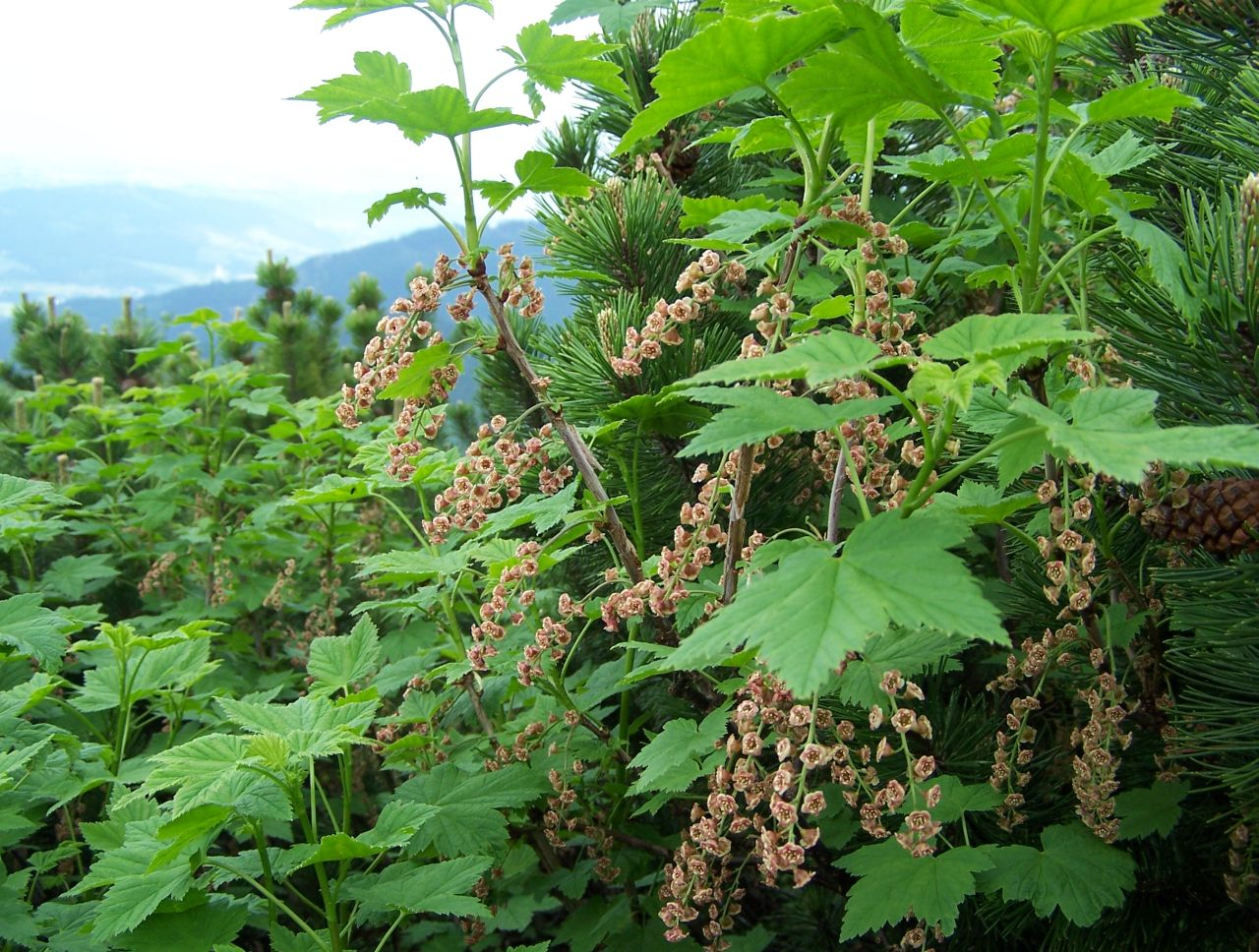
Rybíz skalní (Ribes petraeum)

Rod je nejvíce rozšířen v mírném a chladném pásu severní polokoule, jen zřídka zasahuje do subtropů a výjimečně do tropů. V Eurasii jeho areál zahrnuje převážnou většinu Evropy (s prolukami ve Středomoří), Kavkaz, téměř celou Sibiř, východní Asii, Himálaj a Pamír; chybí na Arabském a Indickém poloostrově, v malajských tropech, ve stepích a polopouštích Střední Asie i v suchých a chladných oblastech kontinentální Číny (Tibet, Sin-ťiang). Dále roste ve většině Severní Ameriky (mimo arktické ostrovy Kanady a subtropický jihovýchod a jih USA) a v Kordillerách Střední Ameriky; v Jižní Americe jeho areál kopíruje hřeben And od severu až po Patagonii a Ohňovou zemi na jihu. Dva druhy rostou v severoafrickém pohoří Atlas, izolované arely jsou v Anatolii a na Blízkém východě. Nejvíce druhů roste ve východní Asii (jen v samotné Číně 54 původních druhů), v Severní Americe (53 druhů) a v Andách; největší fylogenetické diverzity rod dosahuje na západě Severní Ameriky.
V uvedených oblastech se meruzalky vyskytují převážně v keřovém patře smíšených, jehličnatých i listnatých lesů, na zastíněných suťových svazích a ve vlhkých skalních soutěskách, na lesních okrajích a pasekách či v křovinách podél vodních toků. Menší část druhů roste v subalpínských podmínkách kosodřeviny a lavinových drah nebo v močálech mokřadních a boreálních lesů. Některé se objevují i na stromech jako epifyty. Jen málo meruzalek preferuje sucho a plné slunce – takoví jsou především severoameričtí zástupci podrodu Calobotrya rostoucí v kalifornském chaparralu, suchých skalních a prérijních křovinách či v otevřených borových a jalovcových lesích horského stupně. V tropických oblastech Střední a Jižní Ameriky je výskyt rybízů omezen na horské až alpínské biotopy, například andské páramo. Mnohé rostou též synantropně.

### Česká květena
V české květeně jsou původní 3 nebo 4 druhy (u rybízu černého je původnost sporná). Rybíz alpínský a srstka angrešt převážně rostou na čerstvě vlhkých, humózních půdách v roklinových a suťových lesích či na stinnějších křovinatých a skalnatých svazích, často též synantropně. Rybíz skalní se vyskytuje pouze v karech, na subalpínských svazích a v potočních roklích Vysokých Sudet a patří ke kriticky ohroženým druhům české flóry. Rybíz černý je vlhkomilným druhem mokřadních olšin a lužních lesů. V ruderalizovaných lesoparcích, humózních křovinách, akátinách a podobně běžně zplaňuje rybíz červený. Jako pozůstatek kultury mnohde vytrvávají keře meruzalky zlaté, zřídka lze najít zplaňovat i jiné, okrasně pěstované druhy.

## Ekologické interakce

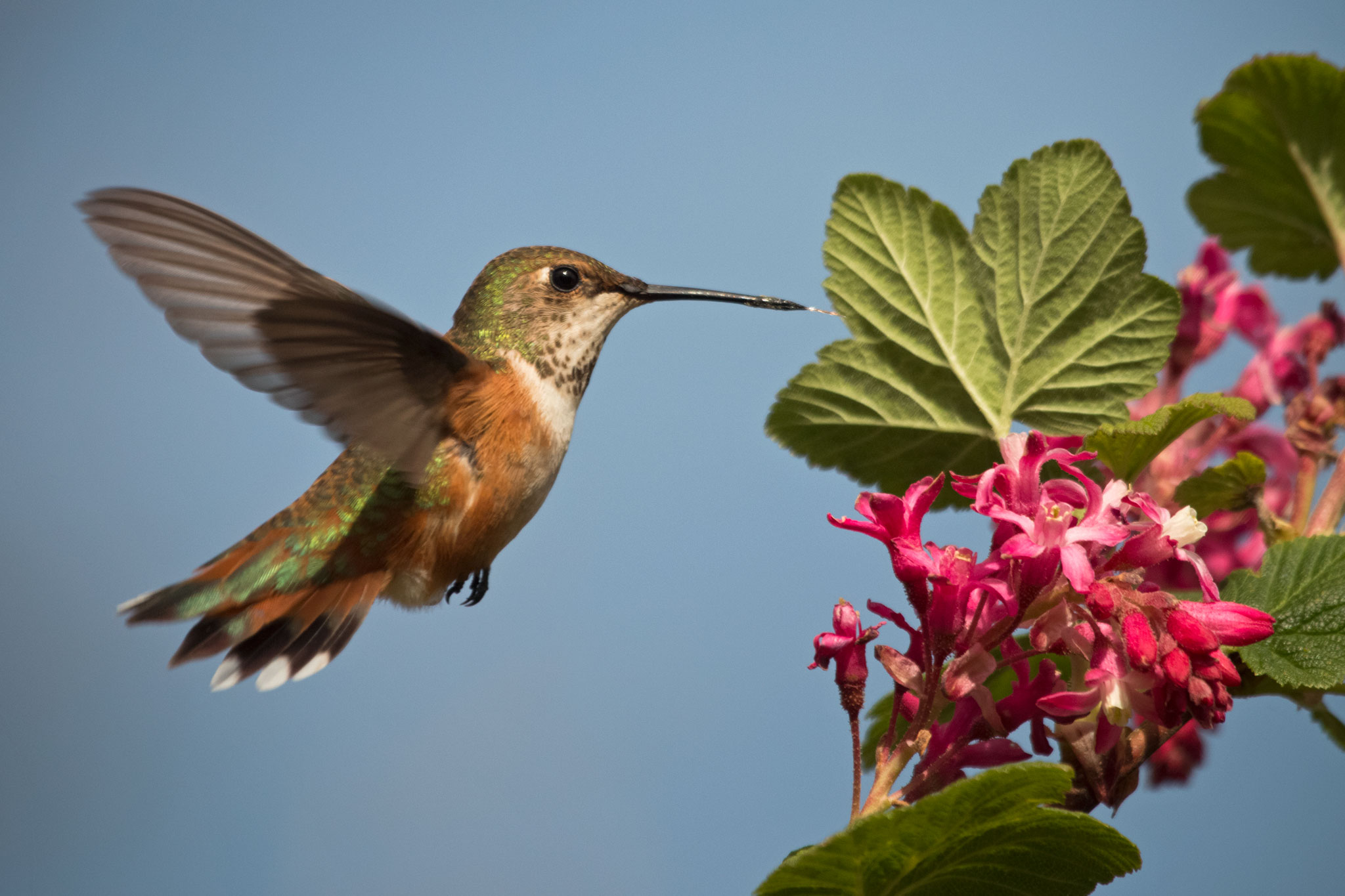
Meruzalka krvavá s opylujícím kolibříkem

Rybízy jsou opylovány primárně hmyzem, především dlouho- i krátkojazyčnými včelami a motýly, kterým většina druhů nabízí hojnost nektaru a menší množství pylu. Některé velkokvěté americké druhy jsou opylovány kolibříky. Menší množství druhů je anemogamní. Plody jsou konzumovány ptáky a dalšími živočichy (včetně medvědů, lišek apod.), kteří tak přispívají k šíření diaspor; pěstované druhy jsou rozšiřovány též lidmi (antropochorie). Kořeny formují vztahy arbuskulární mykorhizy.
Některé druhy meruzalek jsou mezihostiteli houbových chorob, především rzí, z nichž nejvýznamnější je rez vejmutovková (Cronartium ribicola), zavlečená spolu s černým rybízem z Evropy do Severní Ameriky a působící zhoubně na pětijehličné borovice, na kterých dokončuje svůj vývoj; z toho důvodu podléhá pěstování rybízů v mnoha oblastech USA a v Kanadě zákonným omezením. Počátkem 20. století probíhaly dokonce programy k jejich plošné likvidaci v důsledku obrovských škod na lesních porostech. Dalšími častými škůdci z říše hub jsou pakustřebka rybízová (Drepanopeziza ribis), která způsobuje antraknózu, nebo americké padlí (Podosphaera mors-uvae). Přestárlé, odumírající a odumřelé dřevo různých druhů meruzalek vyhledává dřevorozkladná houba ohňovec rybízový (Phellinus ribis). Z hmyzu jsou rostliny napadány například rybízovými vlnovníky, nesytkami, zavíječi nebo pilatkami.

## Taxonomie, systematika a evoluce

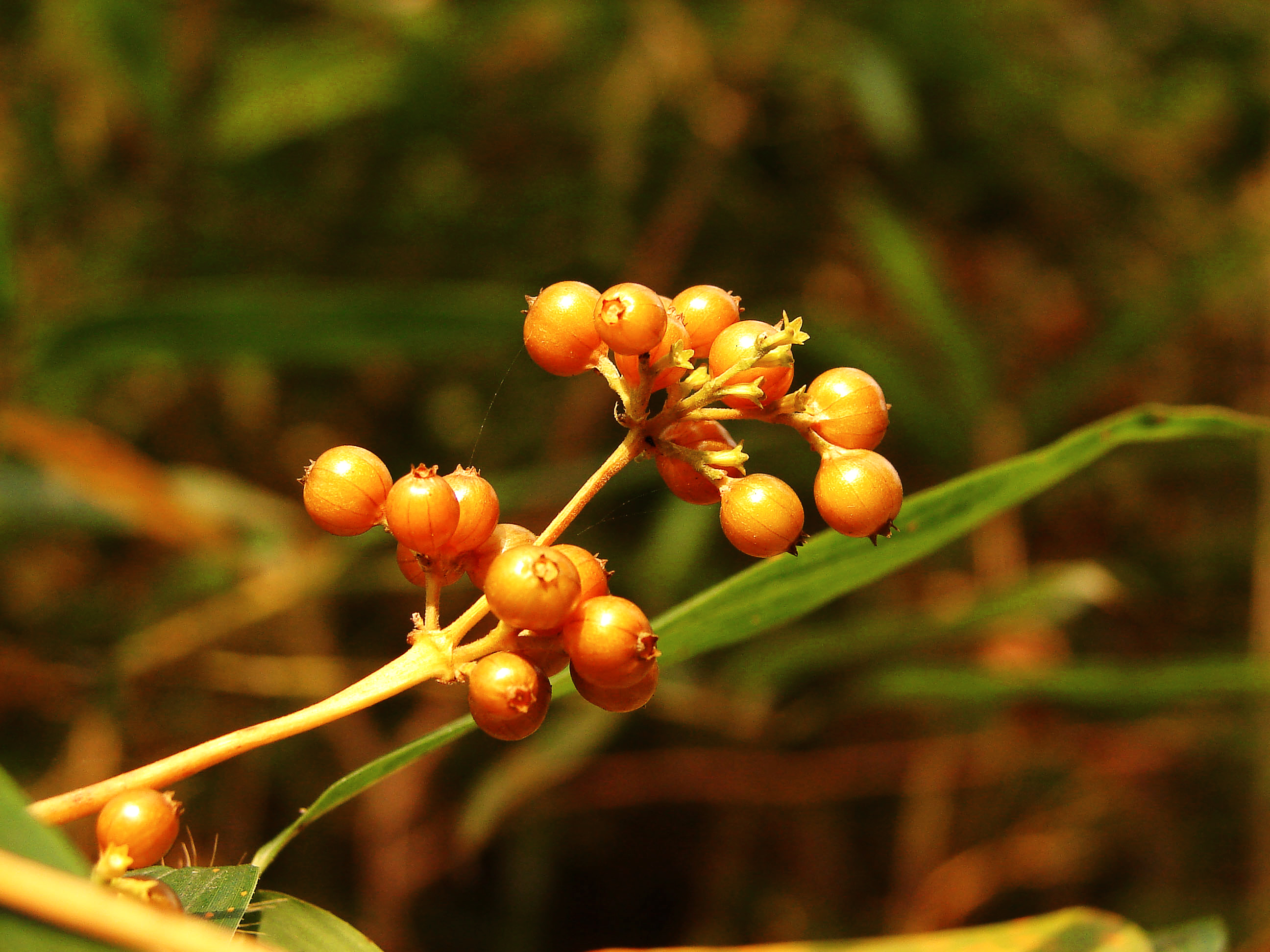
Plodenství druhu Ribes fasciculatum var. chinense

Rod Ribes popsal Carl Linné v knize Species plantarum v roce 1753, a to s osmi druhy. Brzy nato byli jinými autory zástupci angreštů vyděleni do samostatného rodu Grossularia, jehož pojetí posléze variovalo na pomezí rodu a podrodu. Čeleď Grossulariaceae navrhl De Candolle roku 1805. Taxonomické zařazení rodu i celé čeledi se v minulosti několikrát měnilo: například v Cronquistově systému je čeleď meruzalkovité řazena do řádu růžotvaré (Rosales) a je pojata velmi široce – kromě rodu rybíz (Ribes) jsou do ní řazeny ještě rody Brexia, Itea, Pterostemon, Escallonia či Tetracarpaea. Pozdější molekulární výzkumy však prokázaly heterogenitu takové skupiny. Často býval rybíz řazen též do čeledi lomikamenovité (Saxifragaceae). V systémech APG jsou nejblíže příbuznou čeledí právě lomikamenovité; společně s čeledí Iteaceae formují monofyletický klad v jádrové skupině řádu lomikamenotvaré (Saxifragales). Evoluční stáří skupiny se odhaduje na 90 milionů let, tedy do období svrchní křídy; vyvinula se pravděpodobně v Severní Americe.

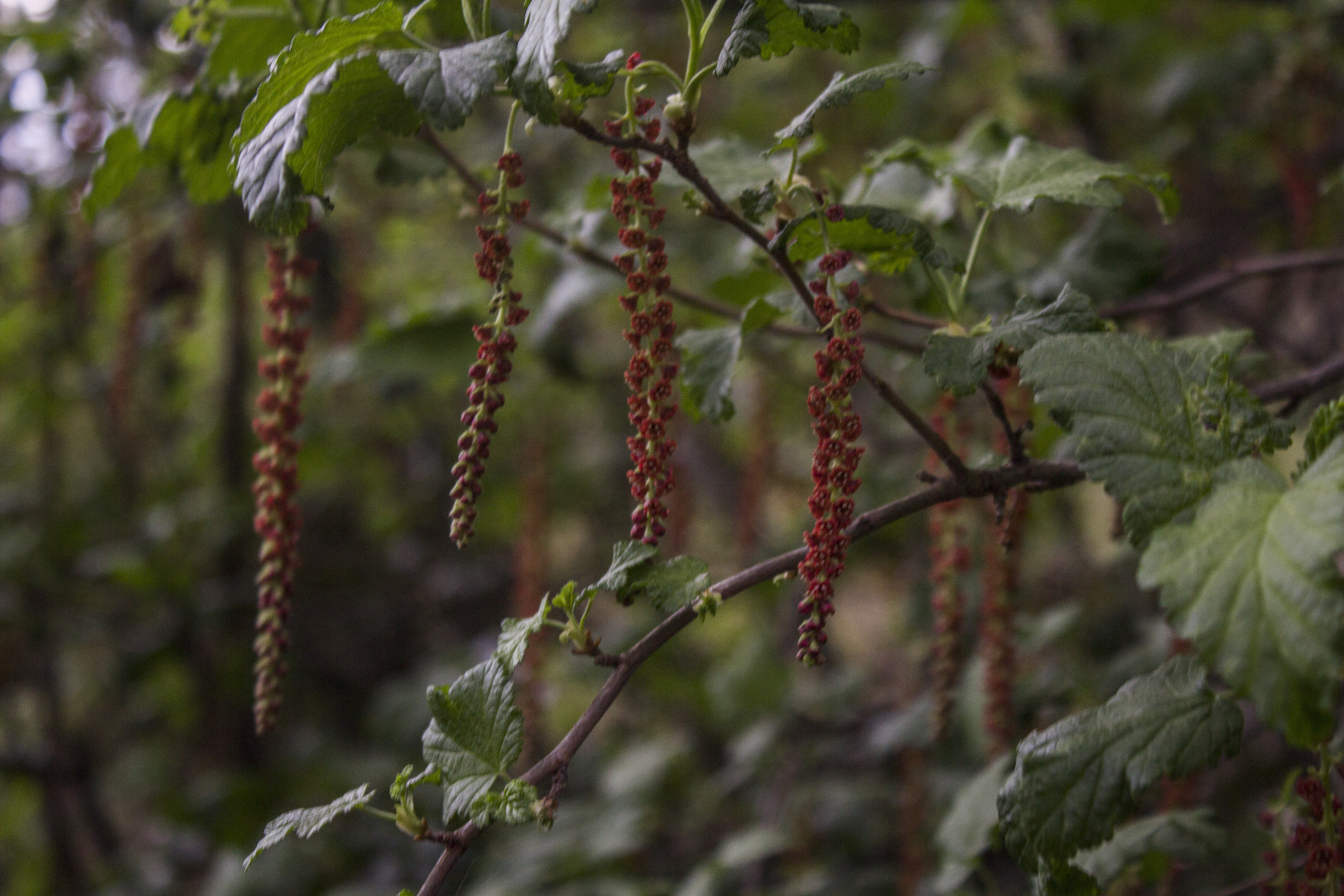
Ribes magellanicum je na Ohňové zemi nejjižněji zasahujícím druhem rodu

Též vnitřní uspořádání rodu doznalo v čase mnohých proměn. Byly popisovány různé taxonomické skupiny na základě pohlavnosti květů, trnitosti, morfologie listových řapíků, pupenových šupin a dalších kritérií; z těch obecně přijímanějších lze uvést dělení Bergerovo (1924) na dva rody (Ribes a Grossularia) a celkem 12 podrodů nebo přístup polského biologa Edwarda Jancewského (1907) se 6 podrody a 11 sekcemi. Pozdější molekulární studie byly vesměs pouze dílčí a regionální; moderní ucelená struktura rodu není doposud k dispozici. Rozdělení jednotlivých zástupců do sekcí, sérií atd. se sice jeví již jako relativně stálé, vyřešeny však nejsou jejich vzájemné fylogenetické vztahy ani taxonomická hodnota jednotlivých skupin. Zřejmé je nicméně to, že fylogeneticky nepřirozené je klasické dělení meruzalek na „angrešty“ a „rybízy“; podrod Grossularia se sice ukazuje jako monofyletický, ovšem vydělený uvnitř mezi ostatními větvemi fylogenetického stromu rodu.
Co do celkového počtu druhů, databáze Plants of the World uvádí v roce 2023 192 druhů včetně kříženců. Typovým druhem je rybíz červený (Ribes rubrum).

## Vybraní zástupci
V přehledu použito v zásadě Bergerovo pojetí upravené dle výše citovaných moderních studií, které jistě nelze považovat za závazné a definitivní (viz výše), především co se týče taxonomické hodnoty jednotlivých skupin. České názvy jsou převzaty ze stránek BioLib a z Praktické dendrologie Karla Hieka.
Podrod Ribes (též Ribesia)

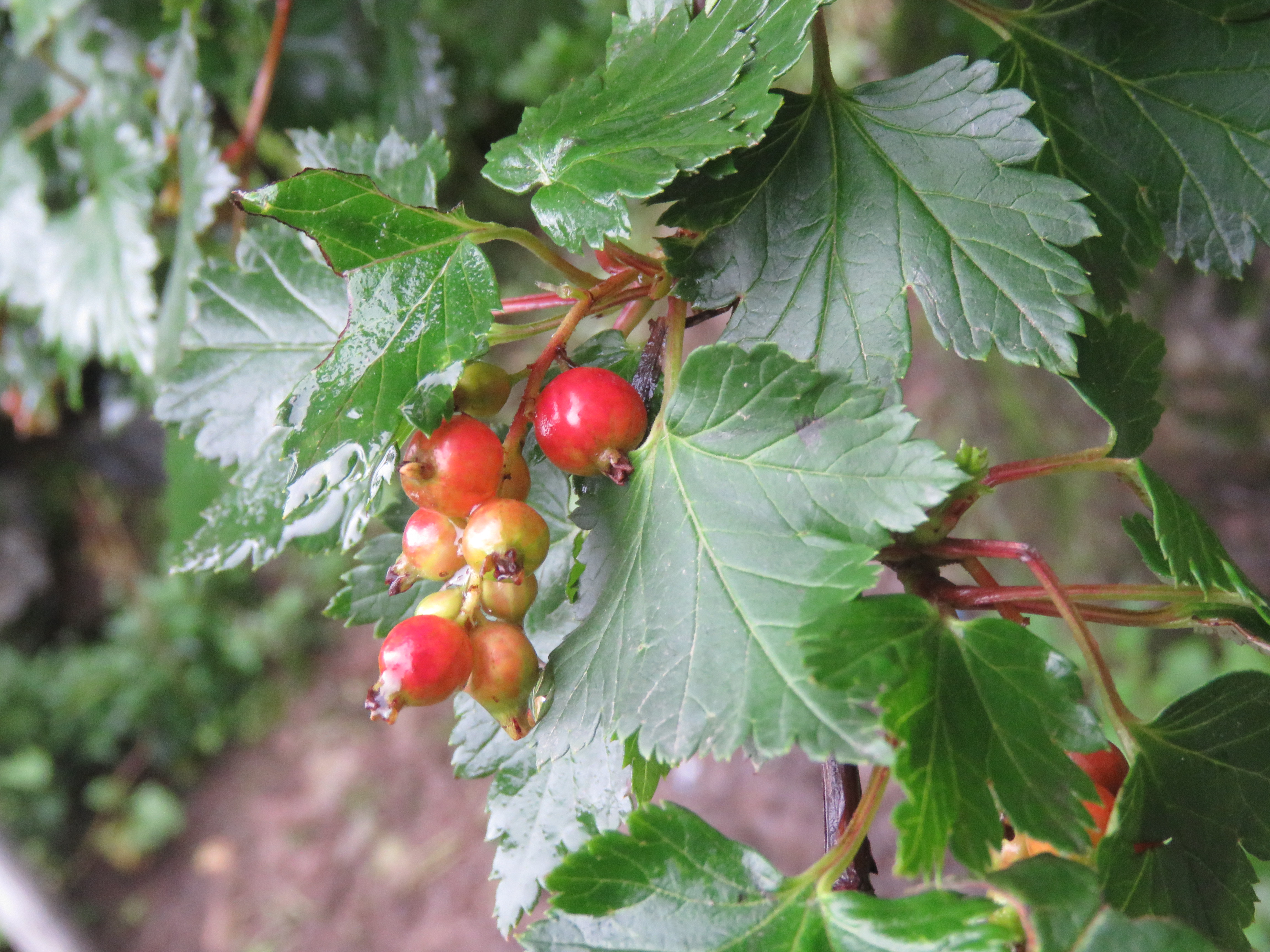
Meruzalka himálajská (Ribes himalense)

Červené a bílé rybízy temperátní a chladné Eurasie, s jednou výjimkou rozšířenou cirkumboreálně i do subarktické Severní Ameriky
- rybíz červený (Ribes rubrum) – původní v západní Evropě, zdomácnělý ve většině zemí mírného pásu
- rybíz skalní (Ribes petraeum) – Evropa, Střední Asie, Mongolsko, Sibiř
- meruzalka himálajská (Ribes himalense) – Himálaj, Pákistán, Čína
- meruzalka klasnatá (Ribes spicatum) – severní a severovýchodní Evropa, Sibiř, Čína
- meruzalka mandžuská (Ribes mandshuricum) – ruský Dálný východ, Korea, východní Čína
- meruzalka Meyerova (Ribes meyeri) – Střední Asie, Mongolsko
- meruzalka mnohokvětá (Ribes multiflorum) – jižní a jihovýchodní Evropa
- meruzalka smutná (Ribes triste) – východní Asie, Sibiř, sever Severní Ameriky

Podrod Coreosma (syn. Botrycarpum)

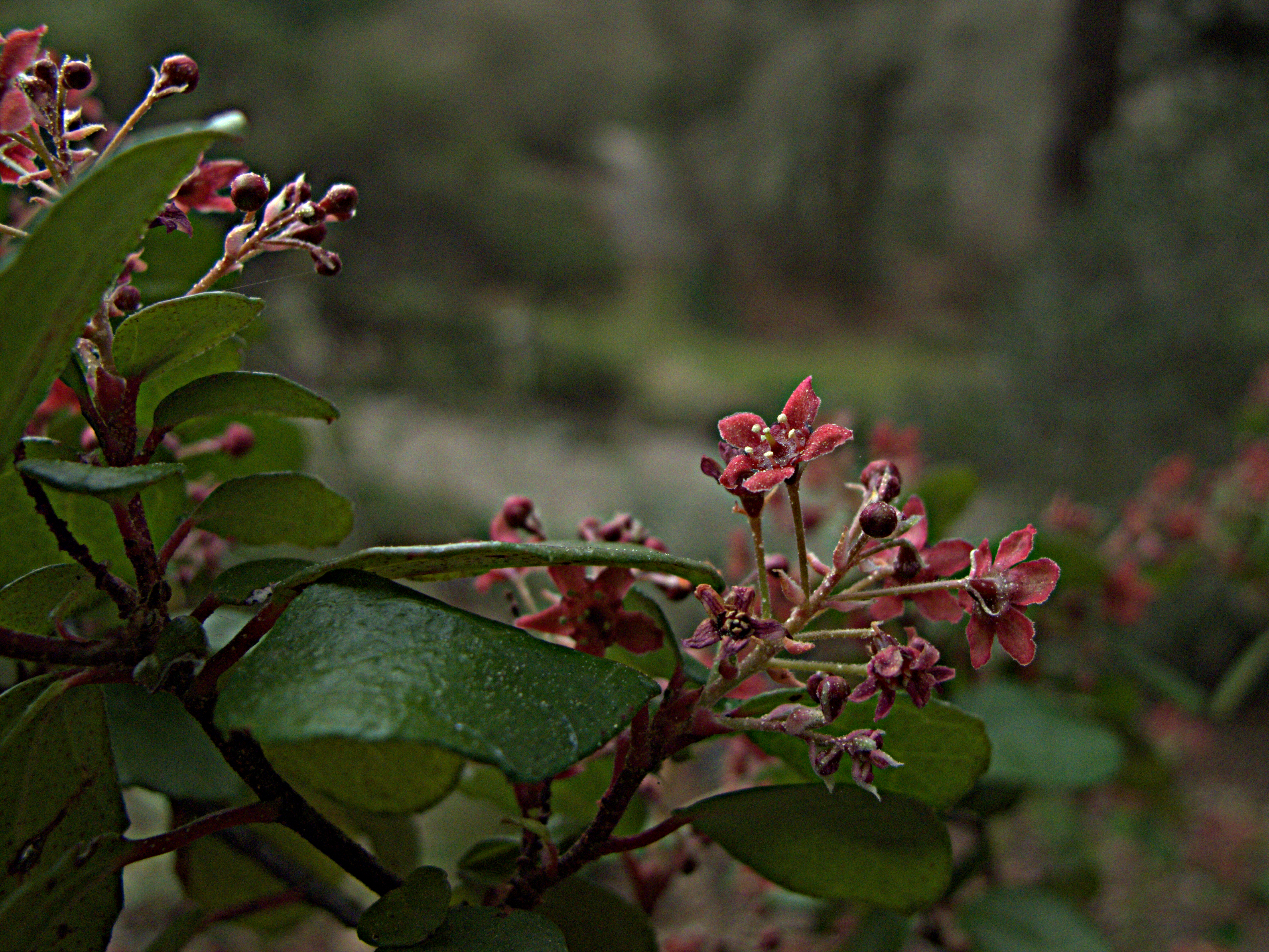
Stálezelený druh Ribes viburnifolium

Černé rybízy s aromatickými žlázami na listech.
- rybíz černý (Ribes nigrum) – temperátní Evropa a Asie
- meruzalka americká (Ribes americanum) – Kanada, USA
- meruzalka hudsonská (Ribes hudsonianum) – Aljaška, Kanada, sever a západ USA
- meruzalka poléhavá (Ribes procumbens) – Mongolsko, Čína, východní Sibiř
- meruzalka vonící (Ribes fragrans) – východní Sibiř, Mongolsko, severní Čína
- Ribes viburnifolium – Kalifornie, severozápadní Mexiko

Podrod Symphocalyx

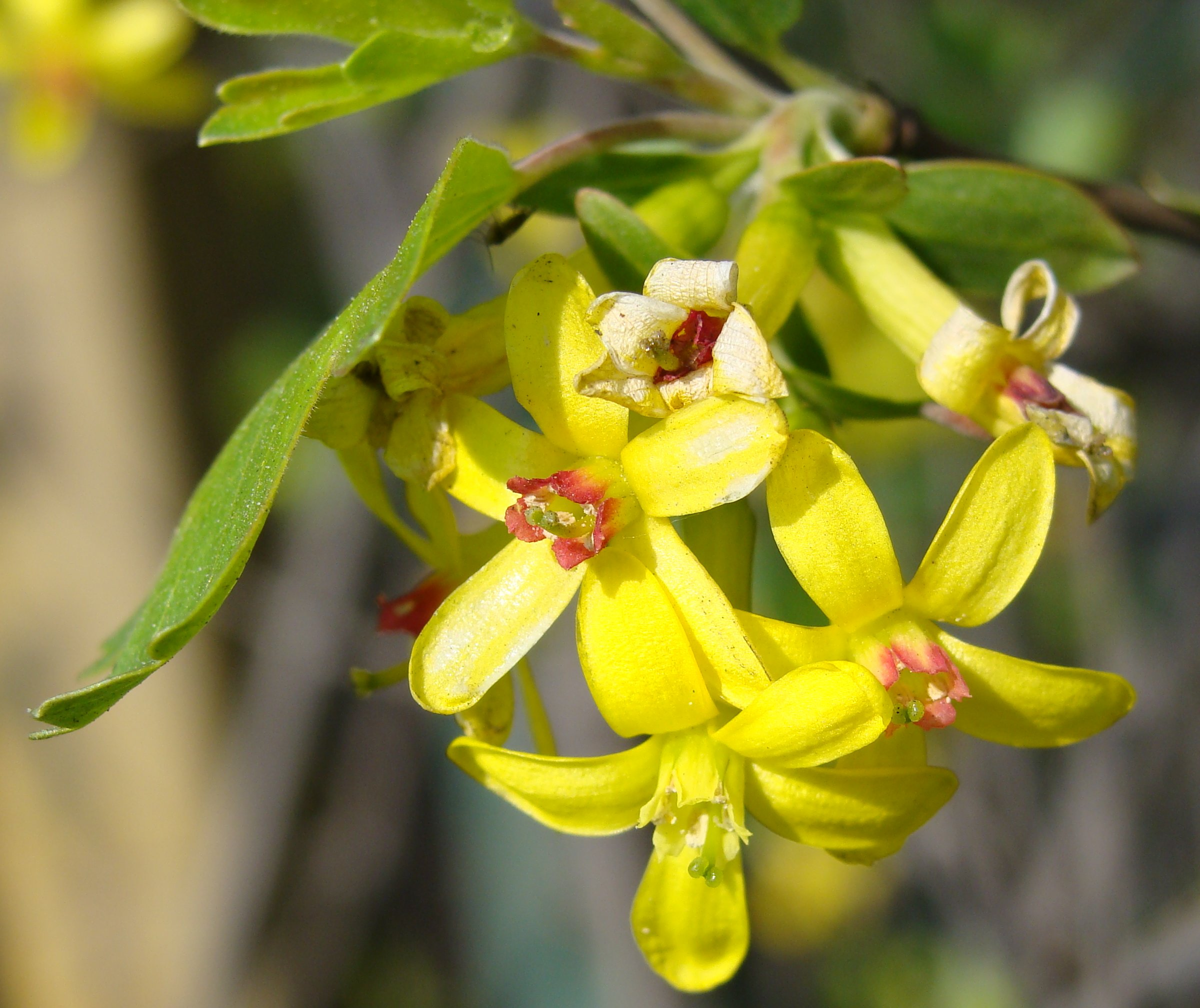
Meruzalka zlatá (Ribes aureum)

Jediný zástupce, v rámci celého rodu unikátní svými jasně žlutými květy s dlouhou kališní trubkou.
- meruzalka zlatá (Ribes aureum) – včetně dříve odlišovaného taxonu meruzalka vonná (Ribes odoratum, syn. Ribes aureum subsp. villosum); většina Severní Ameriky krom teplého jihovýchodu a chladné Arktidy

Podrod Calobotrya

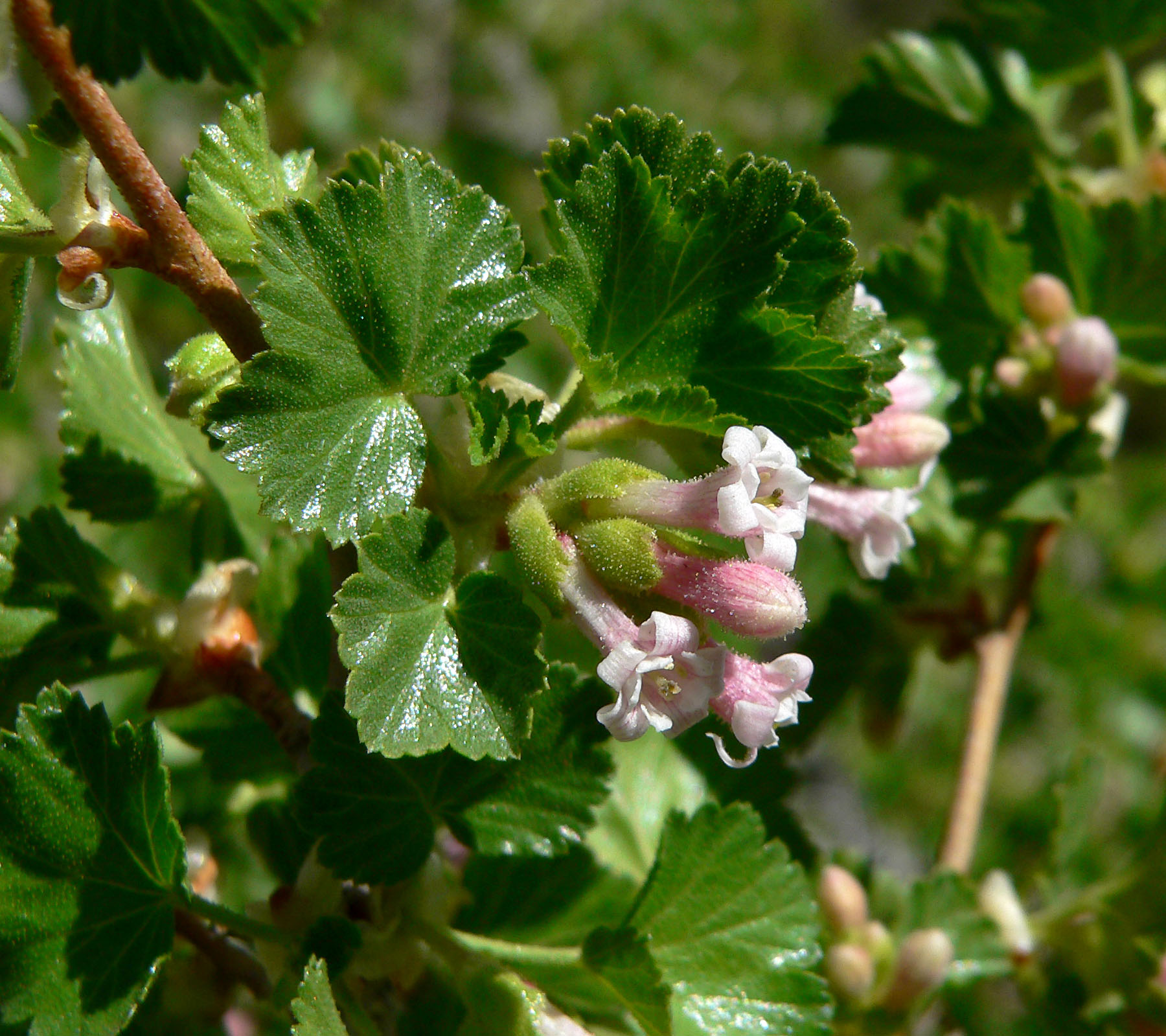
Meruzalka vosková (Ribes cereum)

Převážně suchomilné druhy Severní Ameriky s nápadně zbarvenými květy.
- meruzalka krvavá (Ribes sanguineum) – pacifický západ Severní Ameriky
- meruzalka slézovitá (Ribes malvaceum) – Kalifornie, severní Mexiko
- meruzalka lepkavá (Ribes viscosissimum) – západ Severní Ameriky
- meruzalka nevadská (Ribes nevadense) – jihozápad USA
- meruzalka vosková (Ribes cereum) – západní polovina Severní Ameriky od Britské Kolumbie po Oklahomu a Mexiko
- meruzalka Wolfova (Ribes wolfii) – západ USA

Podrod Berisia

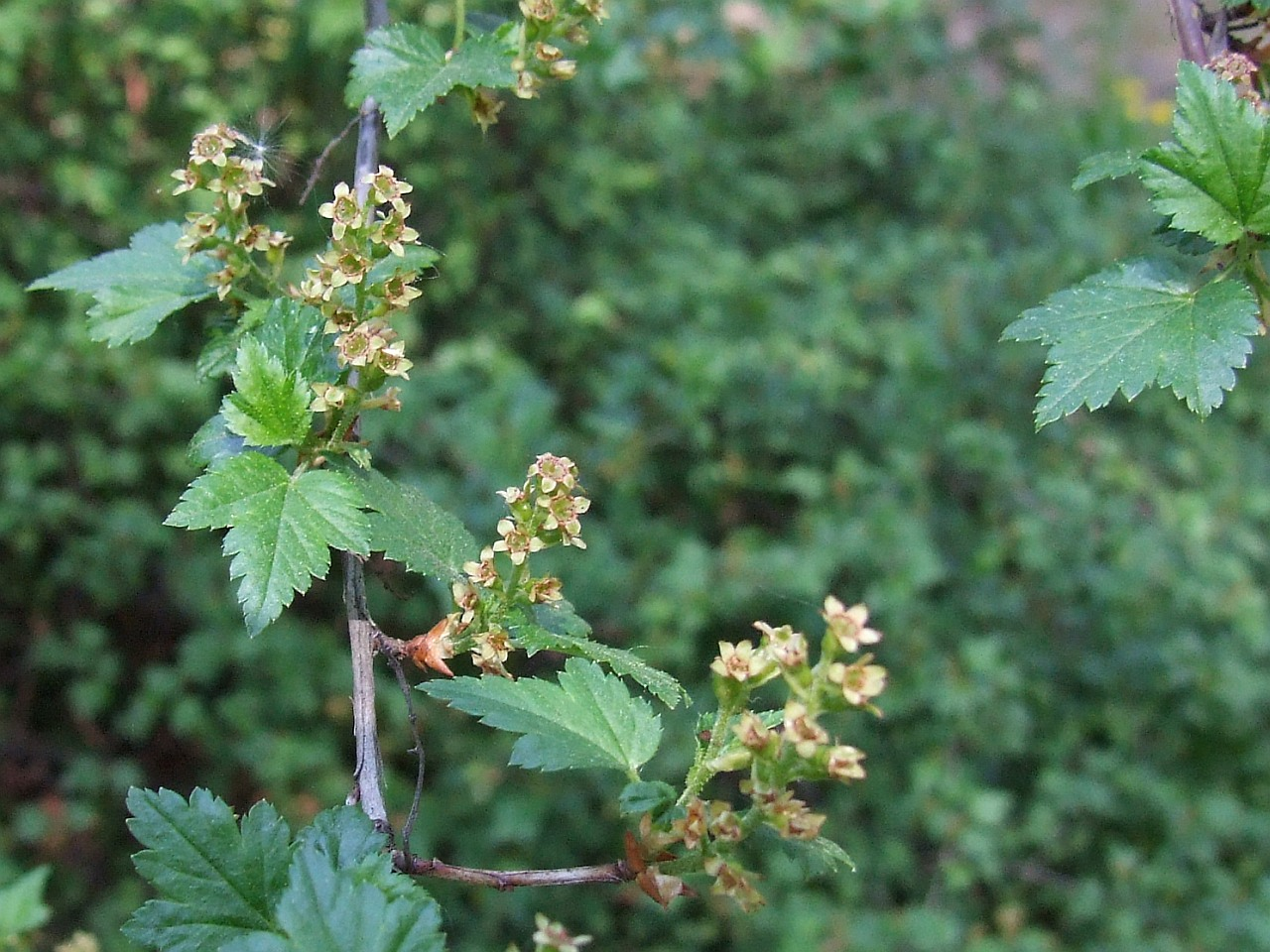
Meruzalka ledovcová (Ribes glaciale)

Striktně dvoudomé druhy Starého světa.
- meruzalka alpínská (Ribes alpinum) – Evropa, Maroko, jihozápadní Asie, Kavkaz
- meruzalka arménská (Ribes armenum) – Arménie
- meruzalka dvoutrnná (Ribes diacantha) – Mongolsko, jihovýchodní Sibiř, Korea
- meruzalka krásná (Ribes pulchellum) – Čína, Mongolsko, východní Sibiř
- meruzalka ledovcová (Ribes glaciale) – Pákistán, Himálaj, Čína, hory Myanmaru
- meruzalka Vilmorinova (Ribes vilmorinii) – střední Čína
- meruzalka východní (Ribes orientale) – jihovýchodní Evropa, západní a jižní Asie, Kavkaz
- Ribes laurifolium – Čína
- Ribes fasciculatum – Čína, Japonsko, Korea; některými studiemi řazen do samostatného monotypického podrodu Hemibotrya[18]

Podrod Heritiera

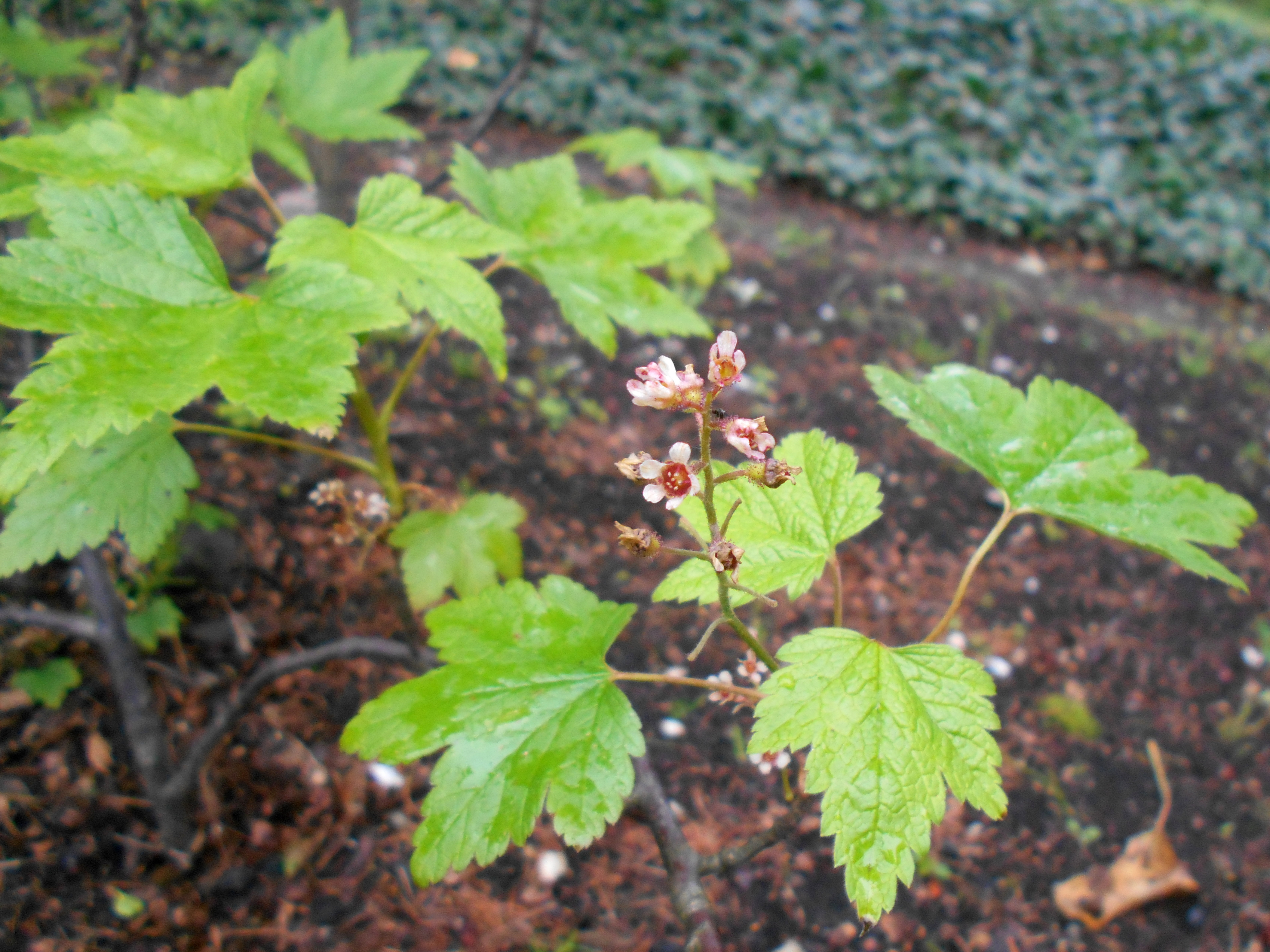
Meruzalka žláznatá (Ribes glandulosum)

- meruzalka řídkokvětá (Ribes laxiflorum) – Aljaška, západ Severní Ameriky
- meruzalka žláznatá (Ribes glandulosum) – Aljaška, Kanada, severovýchod USA

- meruzalka listenatá (Ribes bracteosum) – Aljaška, Kanada, sever USA
- meruzalka sachalinská (Ribes sachalinense) – Japonsko, Sachalin

Podrod Grossularia

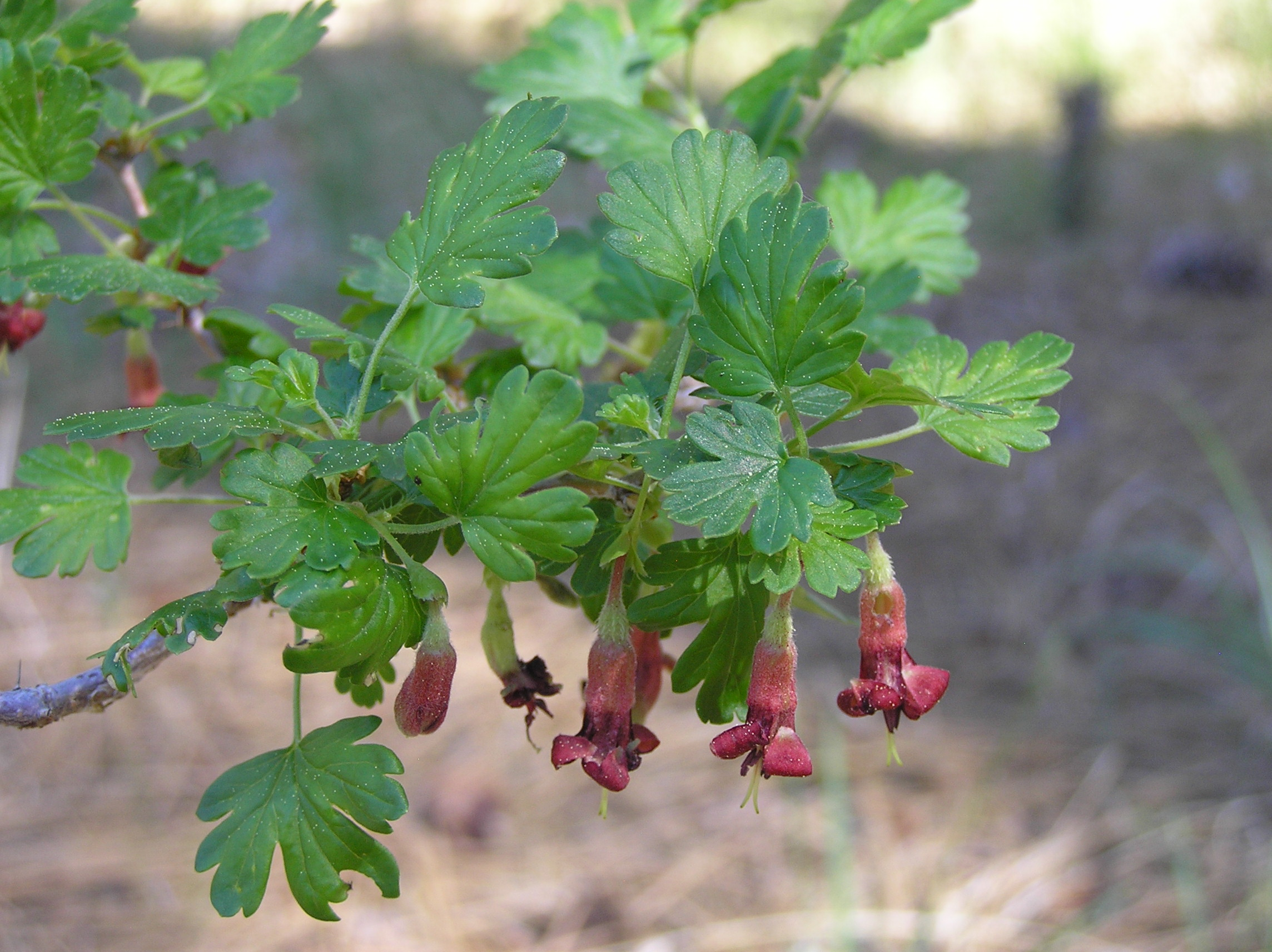
Meruzalka Roezlova (Ribes roezlii) pojmenovaná po českém cestovateli Benediktu Roezlovi

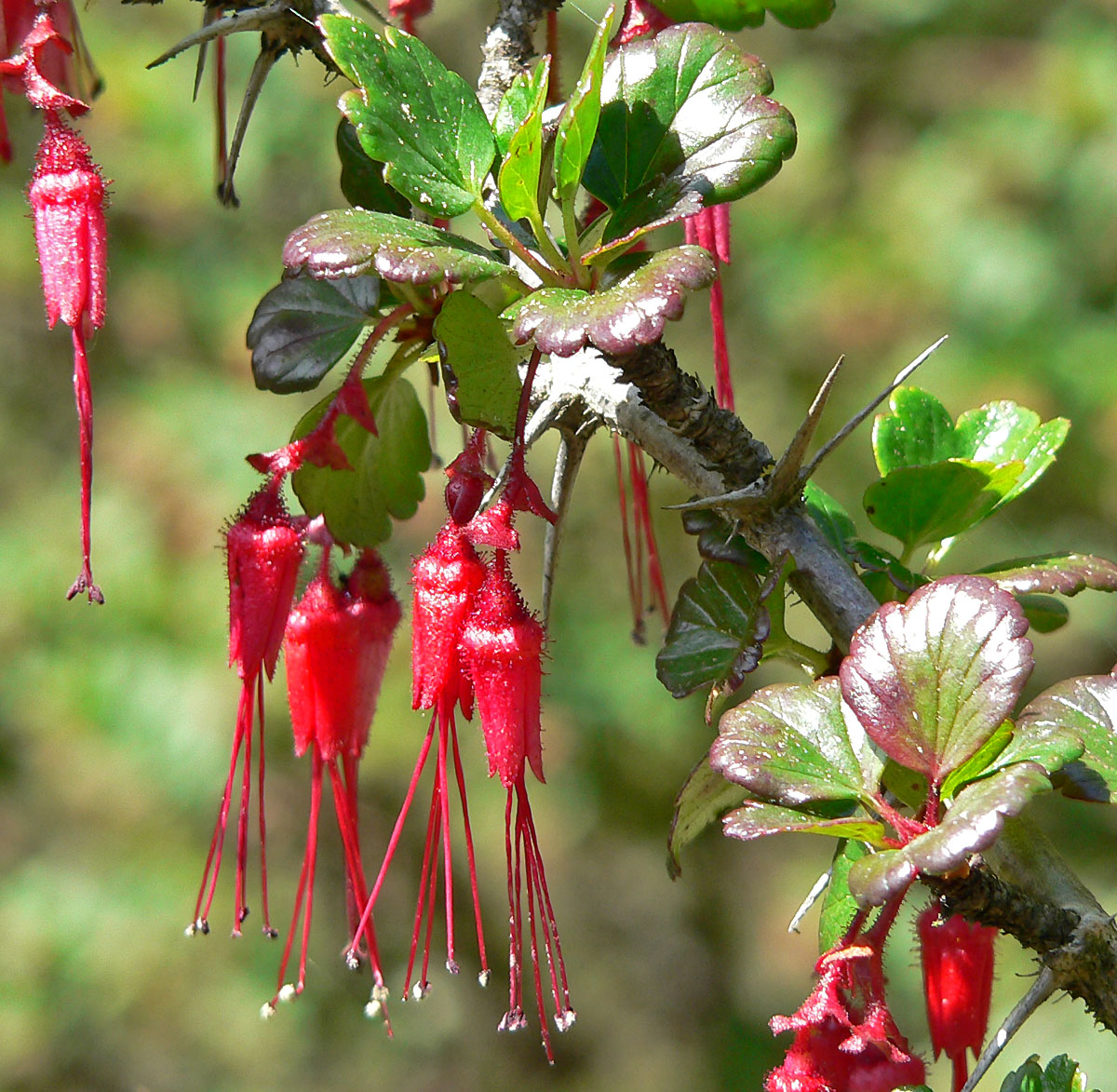
Meruzalka nádherná (Ribes speciosum)

Sekce Grossularia: trnité, pravé angrešty neboli srstky; cirkumboreální rozšíření
- srstka angrešt (Ribes uva-crispa) – Evropa, jihozápadní Asie, severní Afrika; zdomácnělý v mnoha zemích mírného pásu
- meruzalka beztrnná (Ribes inerme) – západ Severní Ameriky
- meruzalka bodlinatá (Ribes aciculare) – jižní Kazachstán a okolí, Mongolsko, západní Sibiř
- meruzalka borová (Ribes pinetorum) – Arizona, Nové Mexiko
- meruzalka hlohotrnná (Ribes oxyacanthoides) – subarktická Severní Amerika včetně Aljašky, Kanada, sever USA
- meruzalka horní (Ribes alpestre) – Čína, Himálaj, Afghánistán a Pákistán
- meruzalka chloupkatá (Ribes hirtellum) – Severní Amerika
- meruzalka krásnokvětá (Ribes leptanthum) – USA: Utah, Colorado, Nové Mexiko
- meruzalka okrouhlolistá (Ribes rotundifolium) – východ USA
- meruzalka rozevřená (Ribes divaricatum) – západ Severní Ameriky
- meruzalka sněžná (Ribes niveum) – západ USA
- meruzalka šípková (Ribes cynosbati) – východ Severní Ameriky
- meruzalka úzkoplodá (Ribes stenocarpum) – Čína
- meruzalka východoasijská (Ribes burejense) – východní Asie
- meruzalka zakřivená (Ribes curvatum) – jih USA

Sekce Lobbia: angrešty s lysou čnělkou; dle molekulárních výzkumů zahrnuje všechny zbylé morfologicky vymezované skupiny (Hesperia, Lobbia, Robsonia), všechny jsou domovem na západě Severní Ameriky
- meruzalka kalifornská (Ribes californicum) – Kalifornie
- meruzalka Menziesova (Ribes menziesii) – Kalifornie, Oregon
- meruzalka nádherná (Ribes speciosum) – Kalifornie, severní Mexiko
- meruzalka Roezlova (Ribes roezlii) – západ USA

Podrod Grossularioides

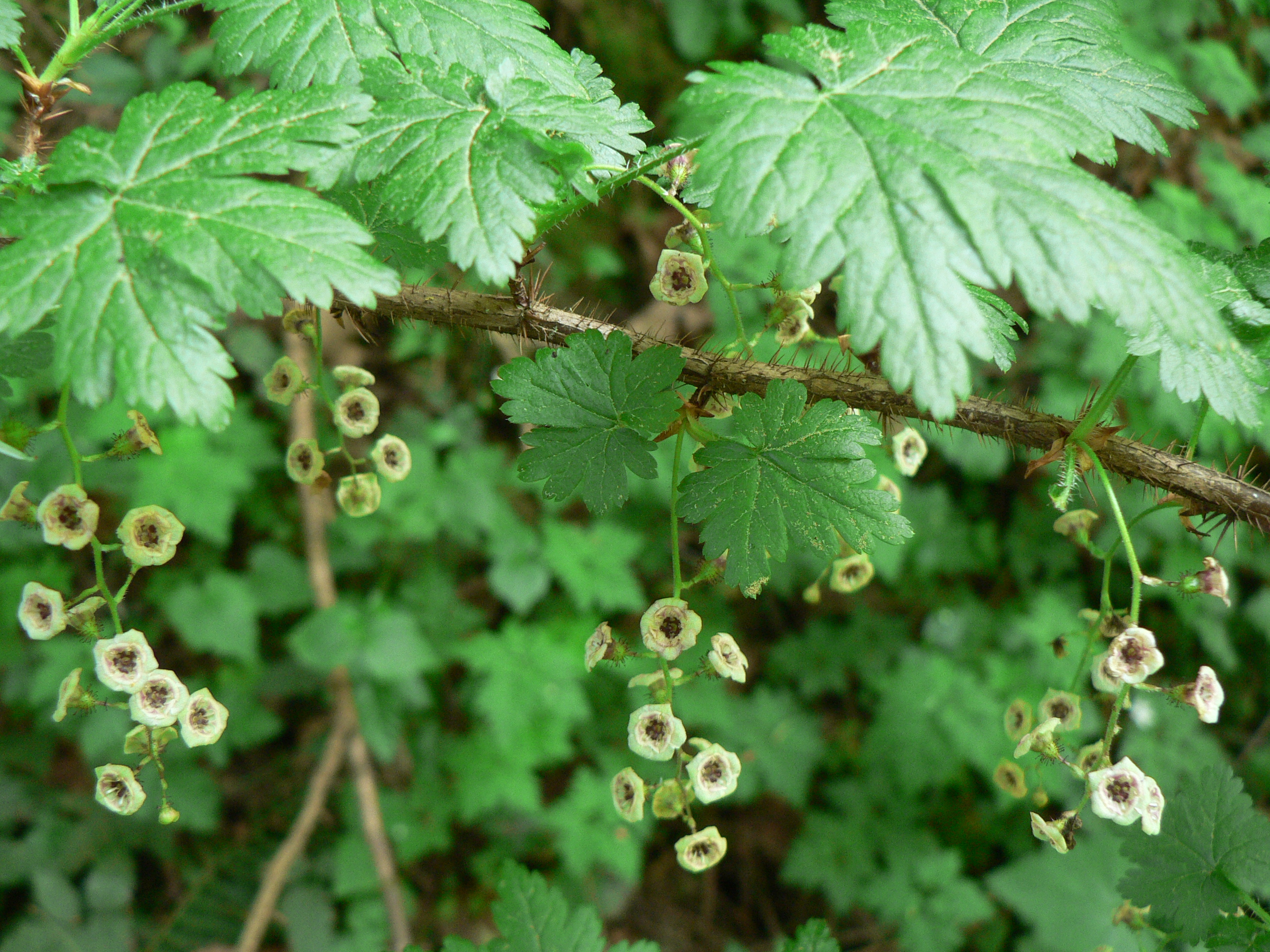
Meruzalka jezerní (Ribes lacustre)

Cirkumboreální skupina druhů kombinujících významné znaky rybízů (hroznovitá květenství) a angreštů (trnité větve).
- meruzalka jezerní (Ribes lacustre) – Kanada, Aljaška, sever USA
- meruzalka vysokohorská (Ribes montigenum) – Britská Kolumbie, západ USA
- Ribes horridum – Japonsko, Sachalin, Korea, ruské Přímoří, Čína

Podrod Parilla
Několik desítek blízce příbuzných, funkčně dvoudomých druhů rozšířených výhradně ve vysokých horách Střední a Jižní Ameriky, s přesahy na jih do regionů valdivijských a magellanských lesů; například:
- Ribes andicola – sever Jižní Ameriky
- Ribes bolivianum – Bolívie, Peru
- Ribes magellanicum – jih Argentiny a Chile
- Ribes punctatum – Chile
- Ribes valdivianum – jižní a centrální Chile a Argentina

Kříženci
- josta (Ribes ×nidigrolaria; komplexní kříženec druhů R. nigrum, R. uva-crispa a R. divaricatum)
- Ribes ×culverwellii (podobný jostě, kříženec R. nigrum × R. uva-crispa)
- Ribes ×fontenayense (R. sanguineum × R. uva-crispa)
- Ribes ×gonduinii (R. petraeum × R. rubrum)
- Ribes ×gordonianium (R. sanguineum × R. aureum)
- Ribes ×houghtonianum (R. spicatum × R. rubrum)
- Ribes ×kochii (R. seciosum × R. niveum)
- Ribes ×urceolatum (R. petraeum × R. multiflorum)

## Využití

### Gastronomie

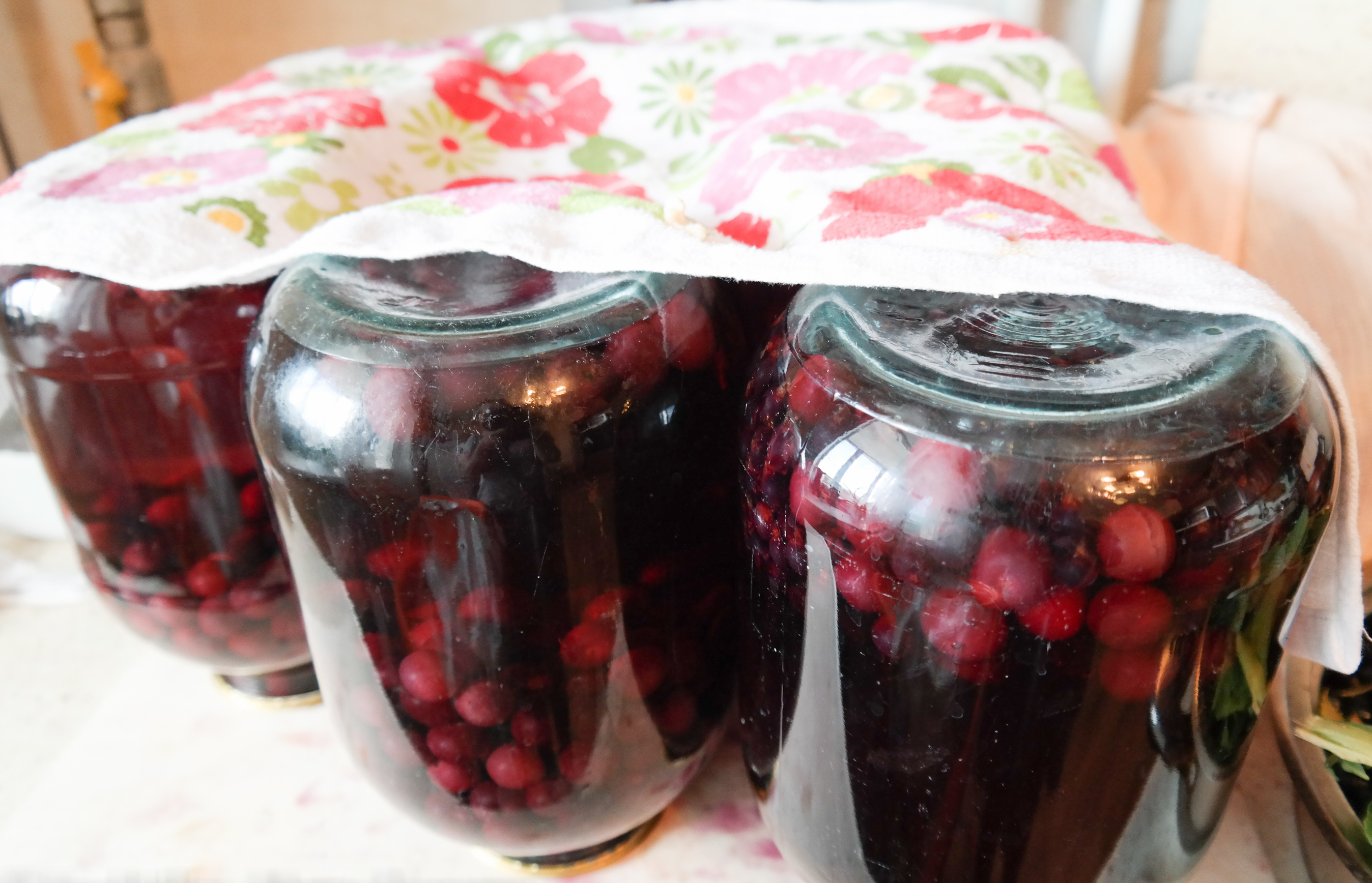
Rybízový a angreštový kompot

Některé druhy jsou pěstovány jako ovocné dřeviny, především rybíz černý (Ribes nigrum), rybíz červený (Ribes rubrum), srstka angrešt (Ribes uva-crispa) a kulturní kříženec josta (Ribes ×nidigrolaria), v Severní Americe též meruzalka chloupkatá (tzv. americký angrešt, R. hirtellum). Jsou oblíbené jak k přímé konzumaci, tak k výrobě kompotů, zavařenin, marmelád, sirupů, šťáv či ovocných likérů a vín. Využití mají při přípravě cukrovinek, dezertů, koláčů, zmrzlin, výtažky z plodů černého rybízu jsou využívány k aromatizaci a barvení. Vzácně je k dostání druhový angreštový med.
Plody obsahují značné množství vitamínu C a B, flavonoidy, antokyany, minerální látky (hlavně draslík, vápník, železo), organické kyseliny a pektin. Jejich kulturní pěstování se v Evropě datuje již do 15.–16. století, moderní odrůdy jsou výsledkem šlechtění a hybridizace. Největším světovým producentem je Ruská federace, následovaná s velkým odstupem Ukrajinou, Velkou Británií a Polskem.

### Okrasné pěstování

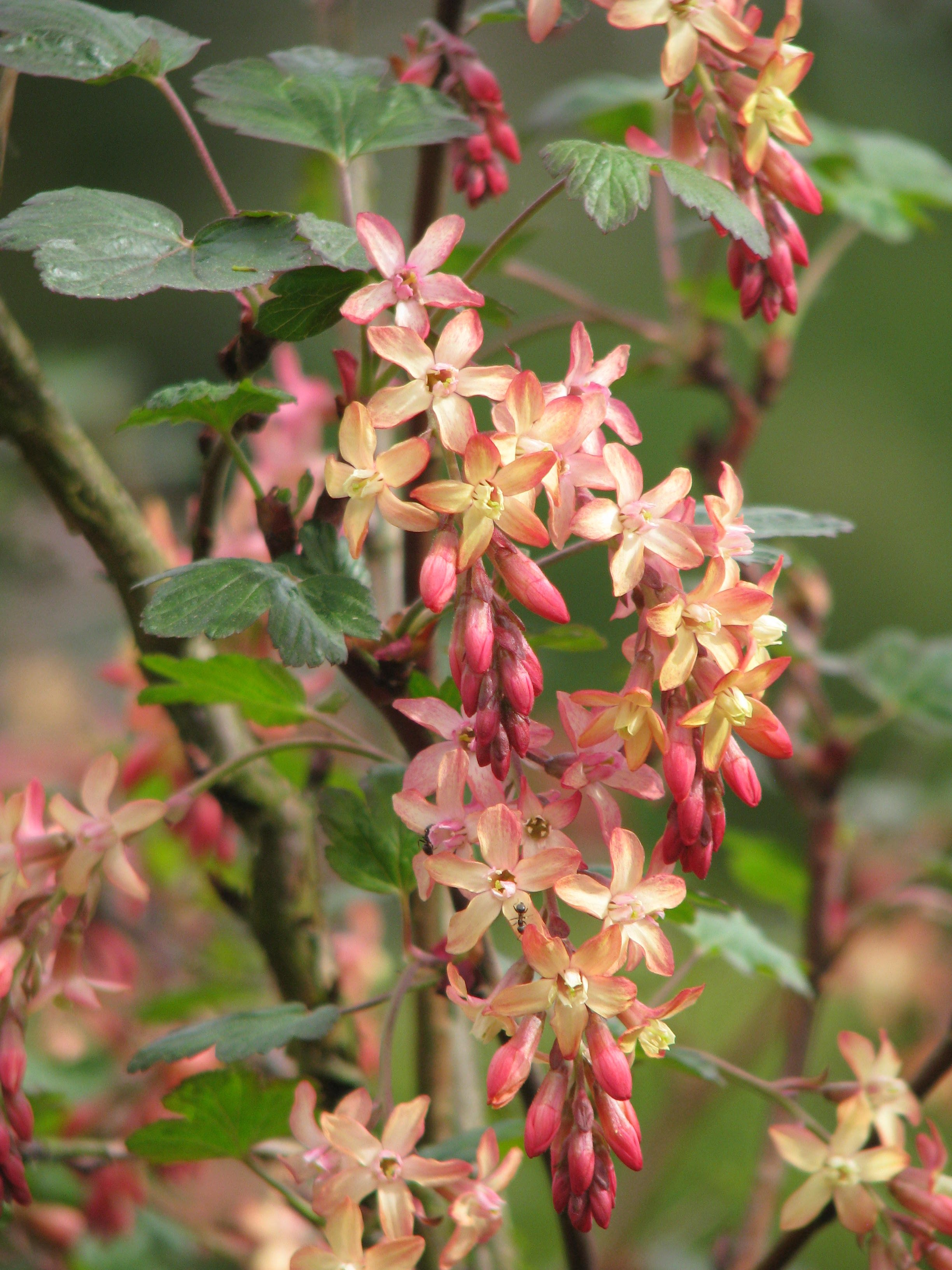
Okrasný kultivar Ribes ×gordonianium

Jako okrasné keře jsou v Česku nejčastěji pěstovány americké druhy meruzalka krvavá (Ribes sanguineum) a meruzalka zlatá (Ribes aureum), méně často pak jejich sterilní hybrid Ribes ×gordonianium; všechny jsou ceněny zejména ve stejnorodých i smíšených skupinových výsadbách pro krásné a příjemně vonící květy. Univerzálně využitelnou okrasnou dřevinou je pro svou odolnost a nenáročnost evropský rybíz alpínský (Ribes alpinum), který lze pěstovat jako podrost pod vyššími dřevinami, jako výplň a lemování vzrůstnějších skupin, jako půdní pokryv svahů i ve volně rostoucích nebo stříhaných živých plotech. Zakrslé druhy a kultivary lze pěstovat též v alpinech. Subtropické klima potřebuje velmi dekorativní meruzalka nádherná (Ribes speciosum) s nápadně ozdobnými květy připomínajícími fuchsii. Meruzalky se množí obvykle dřevitými řízky nebo hřížením, odnožující druhy též odkopky. Stromkové varianty či hůře rostoucí druhy jsou roubovány na podnože z meruzalky zlaté (Ribes aureum).

### Fytoterapie a kosmetika
Řada druhů, především rybíz černý, červený, srstka angrešt, rybíz východní, rybíz východoasijský a některé patagonské druhy, mají dlouhou tradici využívání v lidovém léčitelství. Šťávy, odvary a čaje z listů, plodů, kořenů či kůry byly využívány k úlevě od bolesti kloubů, k prevenci a léčbě nachlazení, při kašli, revmatismu, zažívacích či menstruačních potížích. Moderní studie prokázaly jejich antioxidační, antimikrobiální, diuretický, neuroprotektivní a protizánětlivý účinek; obsahované látky mohou snižovat cholesterol, zlepšovat vidění, snižovat krevní tlak či zpomalovat stárnutí. Pro komplexnější využití jsou nicméně třeba další studie.
Ze semen černého rybízu se lisuje olej použitelný v kuchyni, ale též v kosmetice a péči o pleť; aromatická esence téhož druhu se uplatňuje i jako přísada do parfémů.

## Galerie

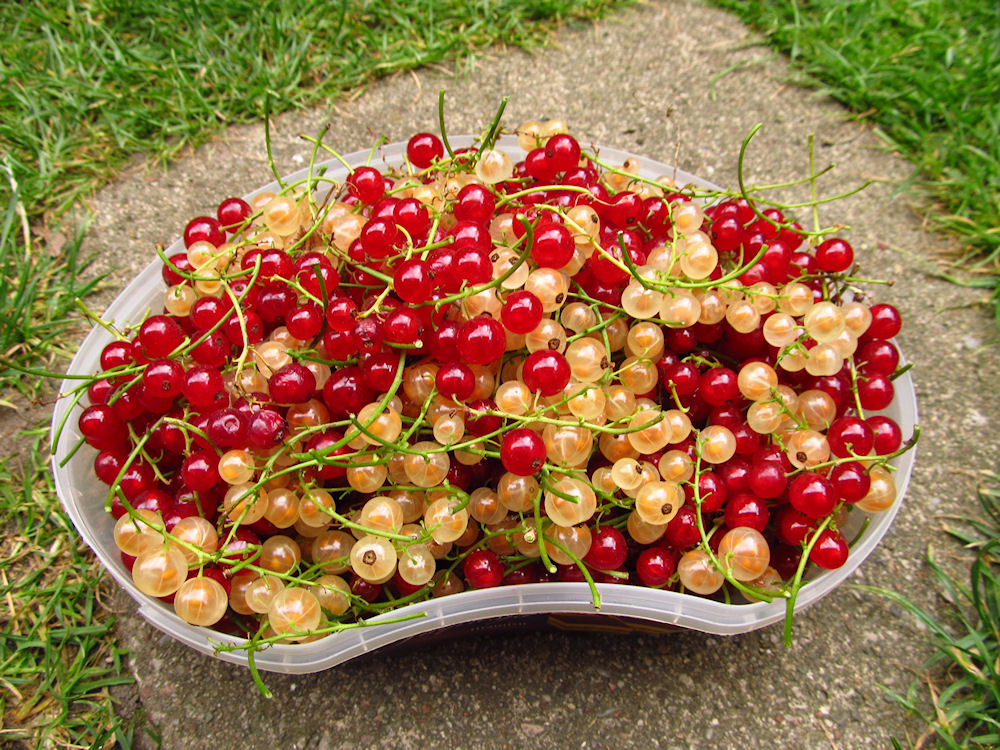
Různé odrůdy rybízu červeného
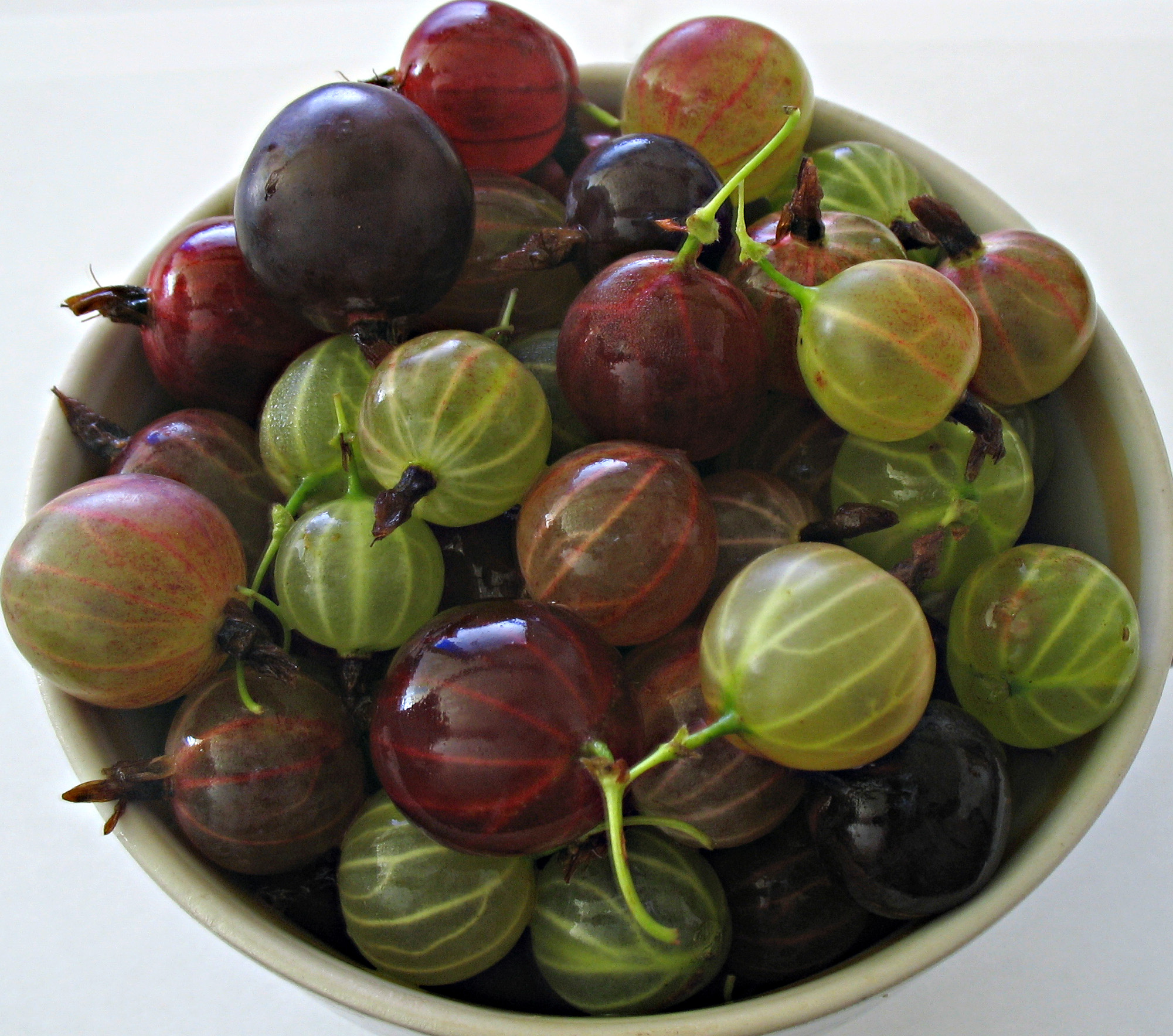
Angrešt
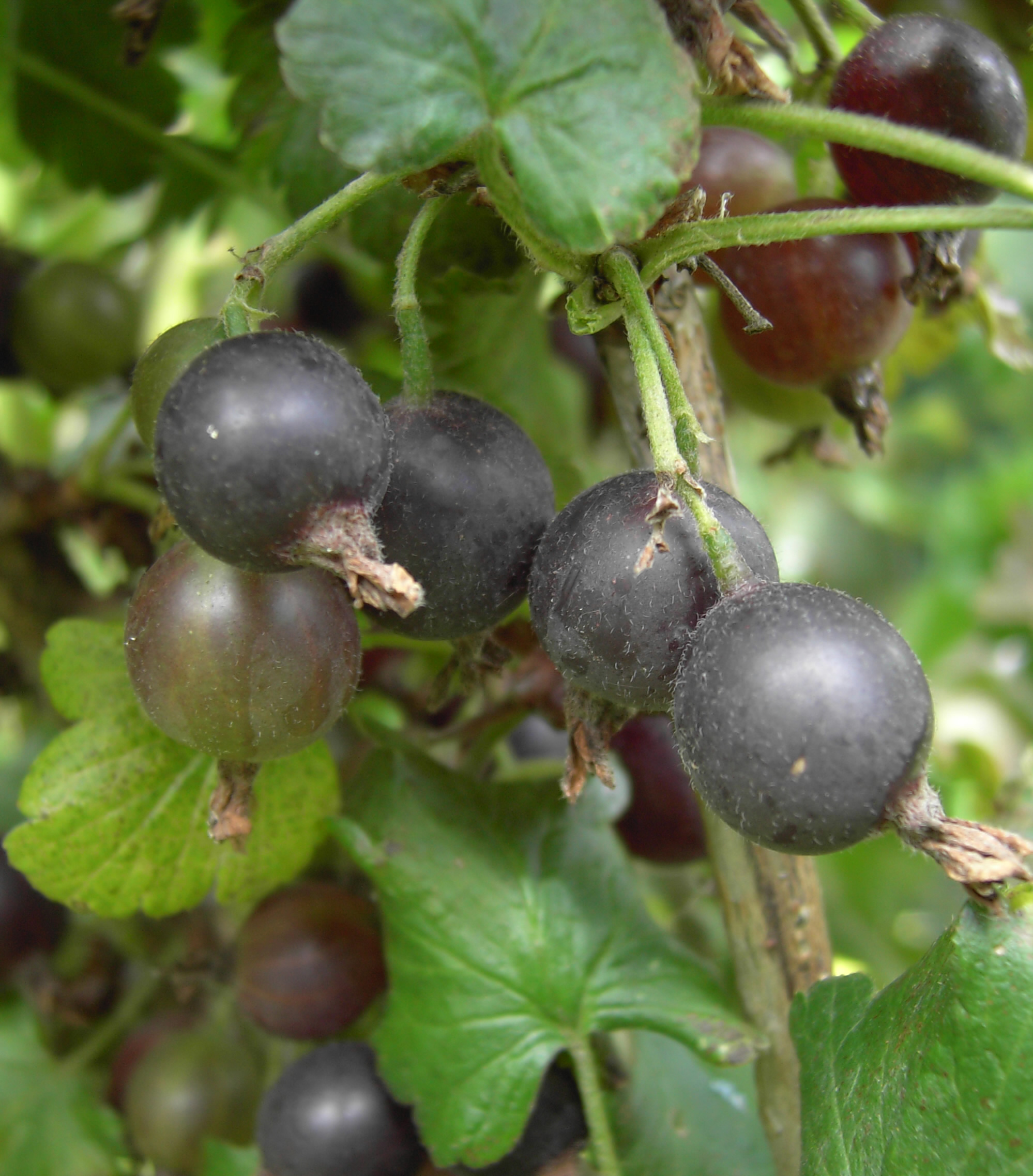
Josta
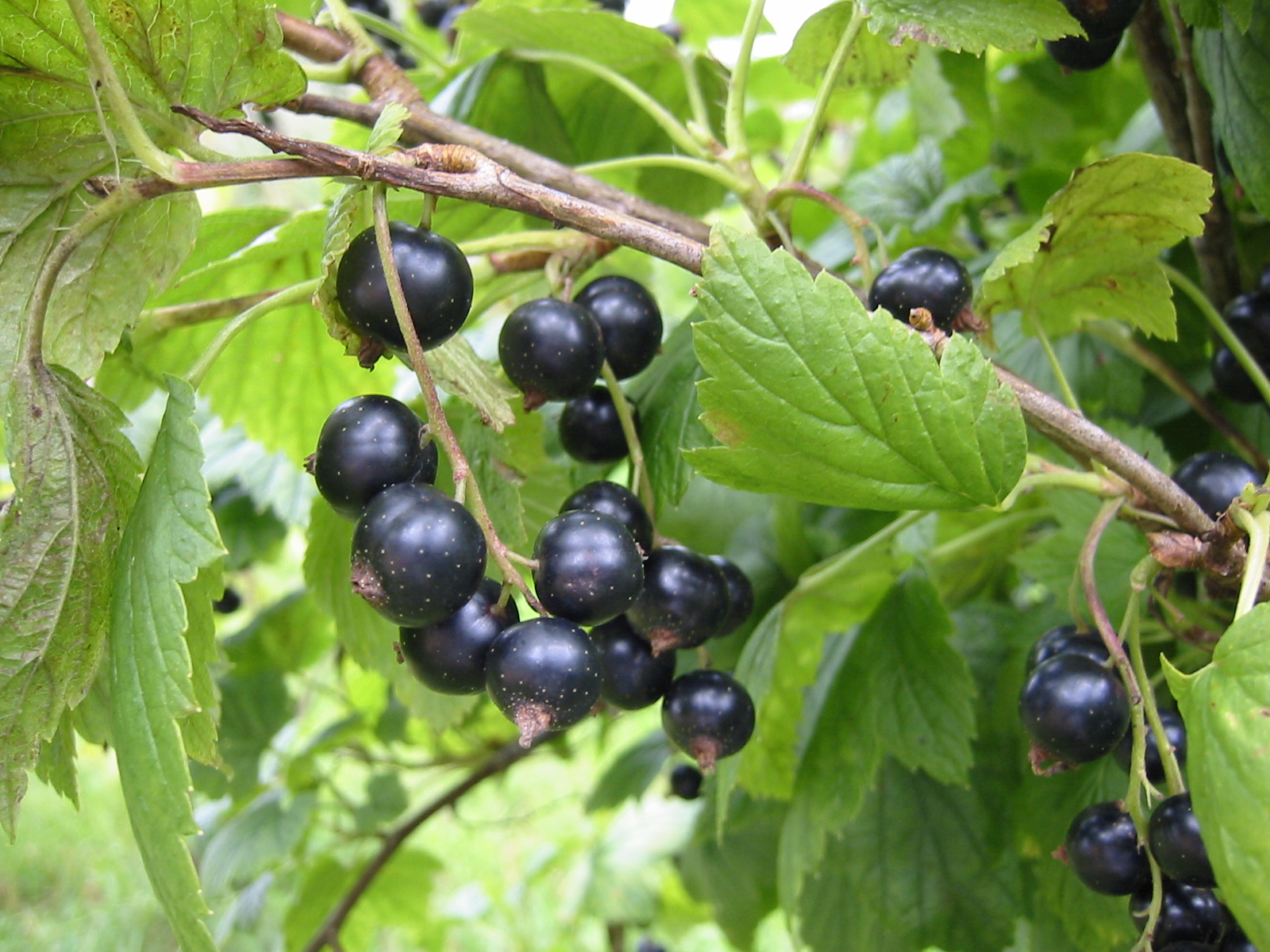
Rybíz černý
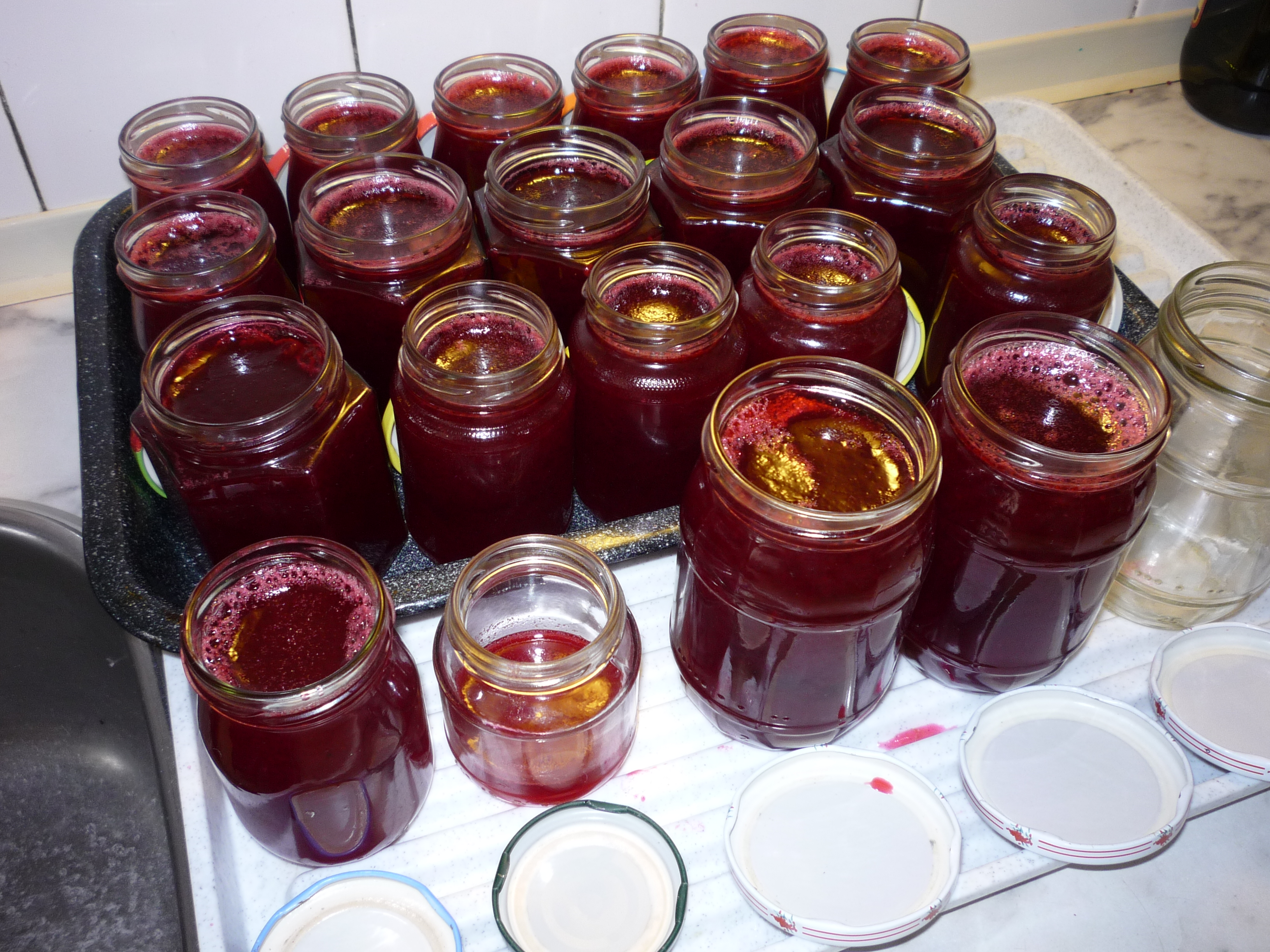
Domácí výroba marmelády
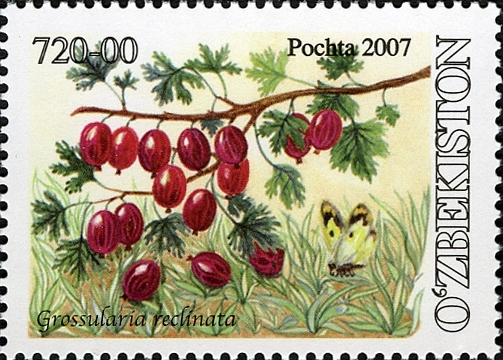
Angrešt Grossularia reclinata na poštovní známce Uzbekistánu
Rybíz červený ve znaku francouzského města Rembercourt-sur-Mad